# BNP Paribas Fortis
BNP Paribas Fortis è la banca belga del gruppo BNP Paribas, attiva principalmente nel mercato al dettaglio e di imprese in Belgio, uno dei quattro mercati nazionali del gruppo.
Le attività bancarie al dettaglio sono offerte attraverso le reti Retail & Private Banking (RPB) e Corporate & Public Banking (CPBB). RPB serve una clientela diversificata di individui e imprenditori (lavoratori autonomi, liberi professionisti, piccole imprese). È anche uno dei principali attori nel private banking sul mercato belga. CPBB offre a società belghe, enti pubblici e autorità locali una gamma completa di servizi finanziari, a livello locale e internazionale.
Corporate & Investment Banking (CIB) offre ai clienti belgi (aziendali e istituzionali), in Belgio e all'estero, tutti i prodotti CIB del Gruppo BNP Paribas.
Ex braccio bancario belga del gruppo Fortis, la società è stata acquisita da BNP Paribas in seguito al crollo di Fortis nel 2008.